# 埃瑟頓 (伊利諾伊州)
埃瑟頓（英語：Etherson）是位於美國伊利諾伊州傑克遜縣的一個非建制地區。該地的面積和人口皆未知。

## 地理
埃瑟頓的座標為37°41′07″N 89°19′16″W / 37.68528°N 89.32111°W，而該地的平均海拔高度為120米（即394英尺）。